# Nigramma eusema
Nigramma eusema là một loài bướm đêm trong họ Noctuidae.